# Asociación de Cronistas del Espectáculo
La Asociación de Cronistas del Espectáculo (ACE) es una asociación civil sin fines de lucro de la Argentina que reúne a los periodistas especializados en espectáculos. Fue fundada en 1991. Organiza anualmente los Premios ACE, los más importantes sobre espectáculos en vivo que se entregan en ese país.